# Jai Courtney
Jai Stephen Courtney (sinh ngày 15 tháng 1986) là một nam diễn viên người Úc được biết đến với vai diễn Varro trong Spartacus: Blood and Sand (2010), và các vai diễn trong các bộ phim nổi bật như Jack Reacher (2012), A Good Day to Die Hard (2013), I, Frankenstein (2014) và Divergent (2014).

## Tiểu sử
Courtney được sinh ra tại Sydney, New South Wales, và lớn lên ở Cherrybrook, một vùng ngoại ô của Sydney. Cha của anh, Chris, làm việc cho một công ty điện lực, và mẹ của anh, Karen, là một giáo viên tại trường Galston Public School, nơi Courtney và chị của anh theo học. Sau đó anh theo học tại trường trung học Cherrybrook Technology High School và học viện Western Australian Academy of Performing Arts.

## Cuộc sống riêng
Tính tới tháng 11 năm 2012, Courtney cư trú tại Los Angeles. Anh ở trong mối quan hệ với nữ diễn viên người Úc gốc Thái Gemma Pranita từ năm 2006 tới năm 2014.

## Danh sách phim

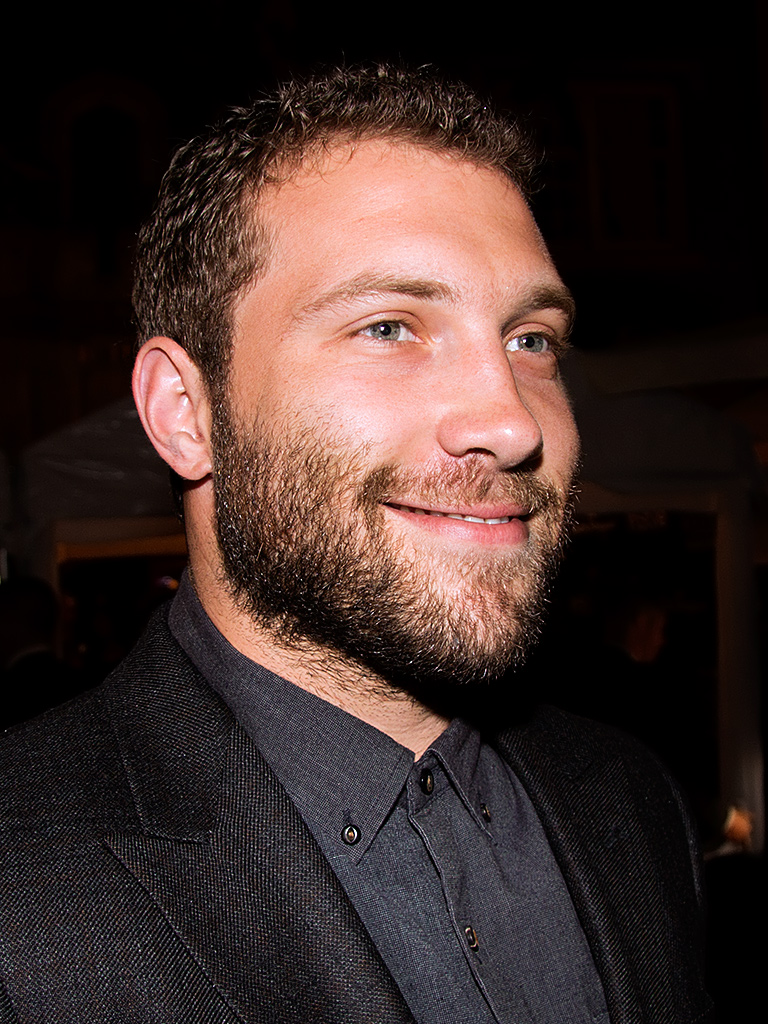
Courtney tại Lễ hội Điện ảnh 2013 Toronto International Film Festival

### Phim điện ảnh
| Năm  | Tên                             | Vai                               | Ghi chú       |
| ---- | ------------------------------- | --------------------------------- | ------------- |
| 2005 | Boys Grammar                    | Alex                              | Phim ngắn     |
| 2009 | Stone Bros.                     | Eric                              |               |
| 2012 | Jack Reacher                    | Charlie                           |               |
| 2013 | A Good Day to Die Hard          | John "Jack" McClane, Jr.          |               |
| 2013 | Felony                          | Jim Melic                         |               |
| 2014 | I, Frankenstein                 | Gideon                            |               |
| 2014 | Divergent                       | Eric                              |               |
| 2014 | Unbroken                        | Hugh "Cup" Cuppernell             |               |
| 2014 | The Water Diviner               | Lt. Col. Cecil Hilton             |               |
| 2015 | Terminator Genisys              | Kyle Reese                        |               |
| 2015 | The Divergent Series: Insurgent | Eric                              |               |
| 2015 | Man Down                        | Devin Roberts                     |               |
| 2016 | Suicide Squad                   | Digger Harkness/Captain Boomerang | Đang sản xuất |

### Phim truyền hình
| Năm        | Tên                   | Vai         | Notes  |
| ---------- | --------------------- | ----------- | ------ |
| 2008       | All Saints            | Harry Avent | 2 tập  |
| 2008, 2009 | Packed to the Rafters | Damian      | 2 tập  |
| 2010       | Spartacus             | Varro       | 10 tập |